# Étienne-Denis Pasquier

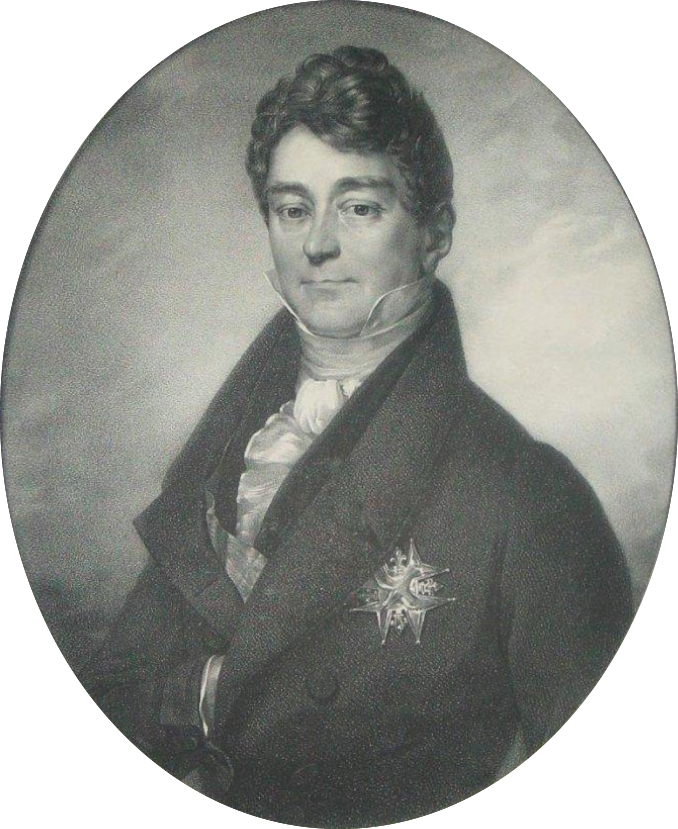
Étienne-Denis Pasquier

Étienne-Denis, duc Pasquier, (* 21. April 1767 in Paris; † 5. Juli 1862 ebenda) war ein französischer Staatsmann.

## Biografie
Pasquier war der Sohn des 1794 zu Anfang der französischen Revolution guillotinierten Parlamentsrats Étienne Pasquier. Er war auch verwandt mit den Dichter und Juristen Étienne Pasquier (1529–1615). Er studierte Rechtswissenschaft und wurde während der französischen Revolution ebenfalls verhaftet, erhielt aber durch Robespierres Sturz seine Freiheit wieder.
1806 wurde er Maître des requêtes beim Conseil d’État, 1810 Staatsrat (conseiller d’État) und bald darauf (Préfet de Police) Polizeipräfekt von Paris. Beim Einzug der Verbündeten in Paris 1814 und Napoleons I. Sturz, (siehe Befreiungskriege) sorgte er für die Ruhe und Sicherheit der Hauptstadt und wurde von Ludwig XVIII. zum Generaldirektor des Brücken- und Wegebaues ernannt.
Während der Herrschaft der Hundert Tage blieb er ohne Anstellung, wurde aber bei der zweiten Rückkehr Ludwig XVIII., von 9. Juli bis 26. September 1815 Großsiegelbewahrer (Justizminister) im Kabinett Talleyrand und gleichzeitig auch Innenminister und 1816 Präsident der Pairskammer.
1817 bis 1818 war er zum zweiten Mal Justizminister. 1819 wurde er unter Decazes zum Außenminister, musste dies jedoch 1821 an Mathieu de Montmorency-Laval abtreten, da er in der Adressdebatte unterlag.
Inzwischen hatte ihm der König die Pairswürde verliehen, und er übte von nun an bei seinem ausgezeichneten Rednertalent großen Einfluss auf die Erste Kammer aus, unterstützte viele willkürliche Maßregeln und besonders die Beschränkung der Presse. Anderseits aber trat er 1824 gegen die Rentenreduktion und das Sakrilegiengesetz auf und trug viel zum Sturz des Ministerpräsidenten Jean-Baptiste de Villèle bei.
Ludwig Philipp ernannte ihn 1830 zum Präsidenten der Pairskammer, in welcher Stellung er namentlich für Herstellung der Ruhe und Befestigung wirkte. Der Lohn für die bewiesene Anhänglichkeit und die Dienste, die er dem Hof als geheimer Ratgeber leistete, war 1837 seine Ernennung zum Kanzler von Frankreich und 1844 seine Erhebung zur herzoglichen Würde.
Mit der Februarrevolution von 1848 trat er vom öffentlichen Schauplatz zurück. Seit 1842 war er Mitglied der Académie française.
Sein Herzogstitel ging nach seinem Tod auf seinen von ihm adoptierten Großneffen Edme Armand Gaston d’Audiffret über, der damit Duc d’Audiffret-Pasquier wurde. Auch er war Politiker und wurde später ebenfalls Mitglied der Académie française.